# 이연제
이연제(1996년 9월 22일~2023년 6월 23일)는 대한민국의 미스코리아 출신 기자이다.
고려대학교 불어불문학과를 졸업한 뒤, 2020년 미스코리아 선발대회에 출전하여, 대구 진(眞)과 신사임당을 수상했다.  
2023년 6월 23일, 지병을 치료하기 위해 수술을 받았으나, 결국 깨어나지 못하고 의식을 잃은 채 사망하였다. 향년 26세.

## 학력
- 신사중학교 졸업
- 현대고등학교 졸업
- 고려대학교 불어불문학과 졸업

## 경력
- 2021년~2022년: 한국경제TV 캐스터
- 2022년: 연합뉴스TV 기상 캐스터
- 2022년: OBS 경인TV
- 2022년~2023년: 매일방송 기자(사회부 사건팀, 산업부)

## 가족 관계
- 아버지: 이재갑 - 전 MBC 제작본부장
- 어머니: 김선영
- 오빠: 이종우(1991년 1월 ~ )